# Rieslochfälle

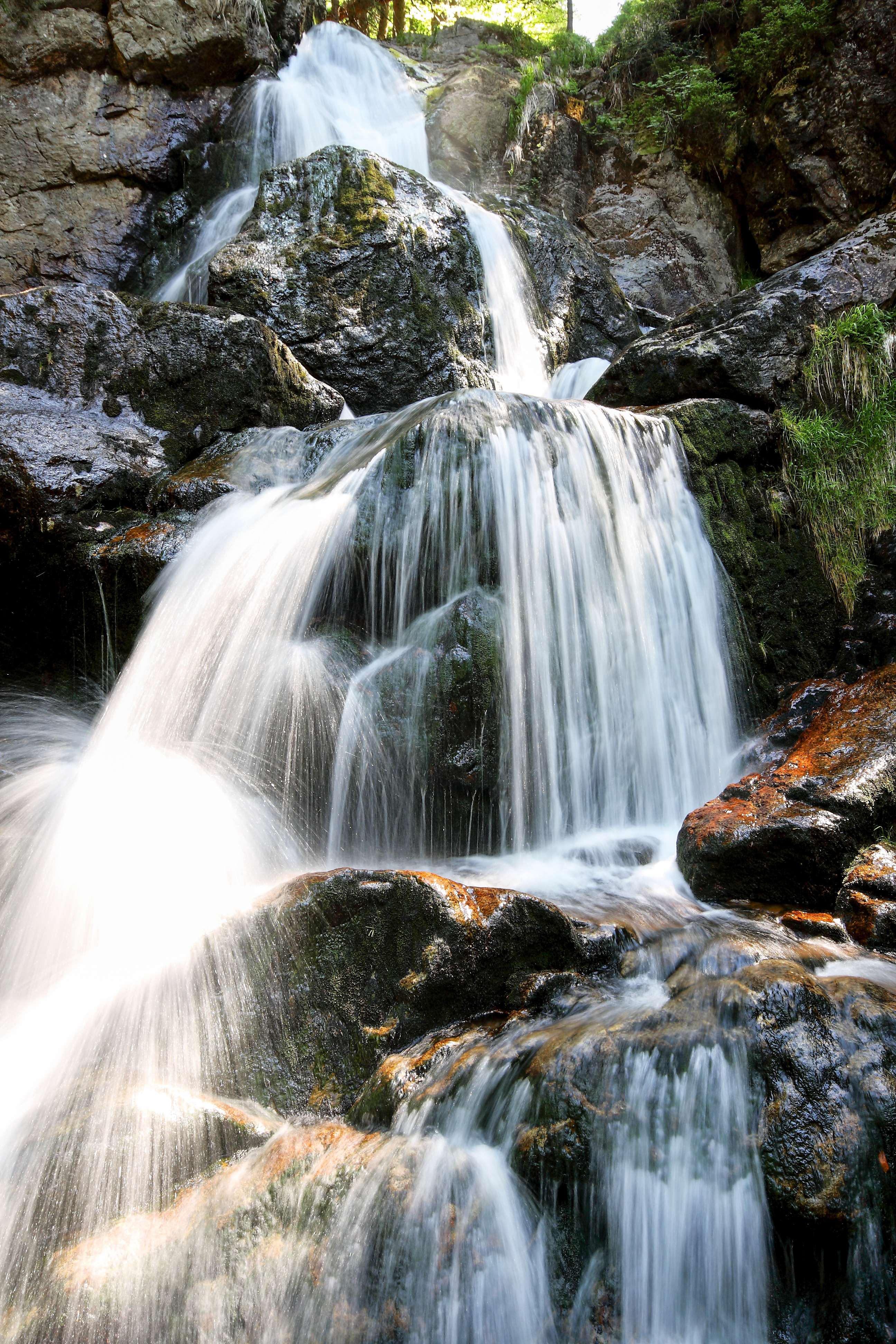
Riesloch – Oberer Abschnitt

Die Rieslochfälle sind Wasserfälle im Bayerischen Wald.
Etwa zwei Kilometer nordöstlich von Bodenmais vereinigen sich in einer Schlucht, dem Riesloch, der zuvor vom Arberbach verstärkte rechte Schwellbach, der Kleinhüttenbach und der linke Wildauerbach zum Riesbach. Die durch rückschneidende Erosion in den aus Gneis bestehenden Untergrund entstandene Bachschlucht erstreckt sich in einer Höhenlage von 780 bis 920 Metern über einen gefällreichen Abschnitt von 1,6 Kilometern Länge. Im oberen Teil wird seit 1908 Wasser zur Elektrizitätsgewinnung abgeleitet, wodurch die Fälle an Wasserreichtum verloren haben.
Dort, wo die Bäche am östlichen Schluchteingang die Steilstufe überwinden, befinden sich die Rieslochfälle, die besonders bei hohem Wasserstand nach der Schneeschmelze oder bei Starkregen ein beeindruckendes Naturschauspiel bieten. In fünf meist gleitenden Hauptstufen haben sie eine Gesamthöhe von 55 Metern, der Hauptfall ist 15 Meter hoch.
Die überströmten Felsen sind teilweise völlig mit Moos überwachsen, und in den Felsen befinden sich vereinzelt Strudellöcher. Bedeutend ist auch der urwaldähnliche Waldbestand aus alten Bergmischwäldern und Fichtenwäldern mit floristischen und faunistischen Eiszeitrelikten in der Schlucht. Beherrschender Strauch im oberen Schluchtbereich ist die Großblättrige Weide (Salix appendiculata). Auch die Schwarze Heckenkirsche (Lonicera nigra) und die Alpen-Mutterwurz (Ligusticum mutellina) kommen hier vor, dagegen konnte ein Vorkommen der 1860 durch Otto Sendtner von hier gemeldeten Blauen Heckenkirsche (Lonicera caerulea) nicht mehr bestätigt werden.

## Naturschutz
Am 28. März 1939, veröffentlicht im Bayerischen Regierungsanzeiger vom 14. April 1939, wurde ein 32,9 Hektar großes Gebiet als Naturschutzgebiet Riesloch ausgewiesen. Darüber hinaus richtete die Staatsforstverwaltung ein 48,5 Hektar großes gleichnamiges Naturwaldreservat ein.

## Geotop
Der Rieslochfall bei Bodenmais ist vom Bayerischen Landesamt für Umwelt als bedeutendes Geotop (Geotop-Nummer: 276R006) ausgewiesen.
Durch das Riesloch führt eine klassische Wanderroute von Bodenmais zum Großen Arber. Im Naturschutzgebiet herrscht Wegegebot.

## Galerie

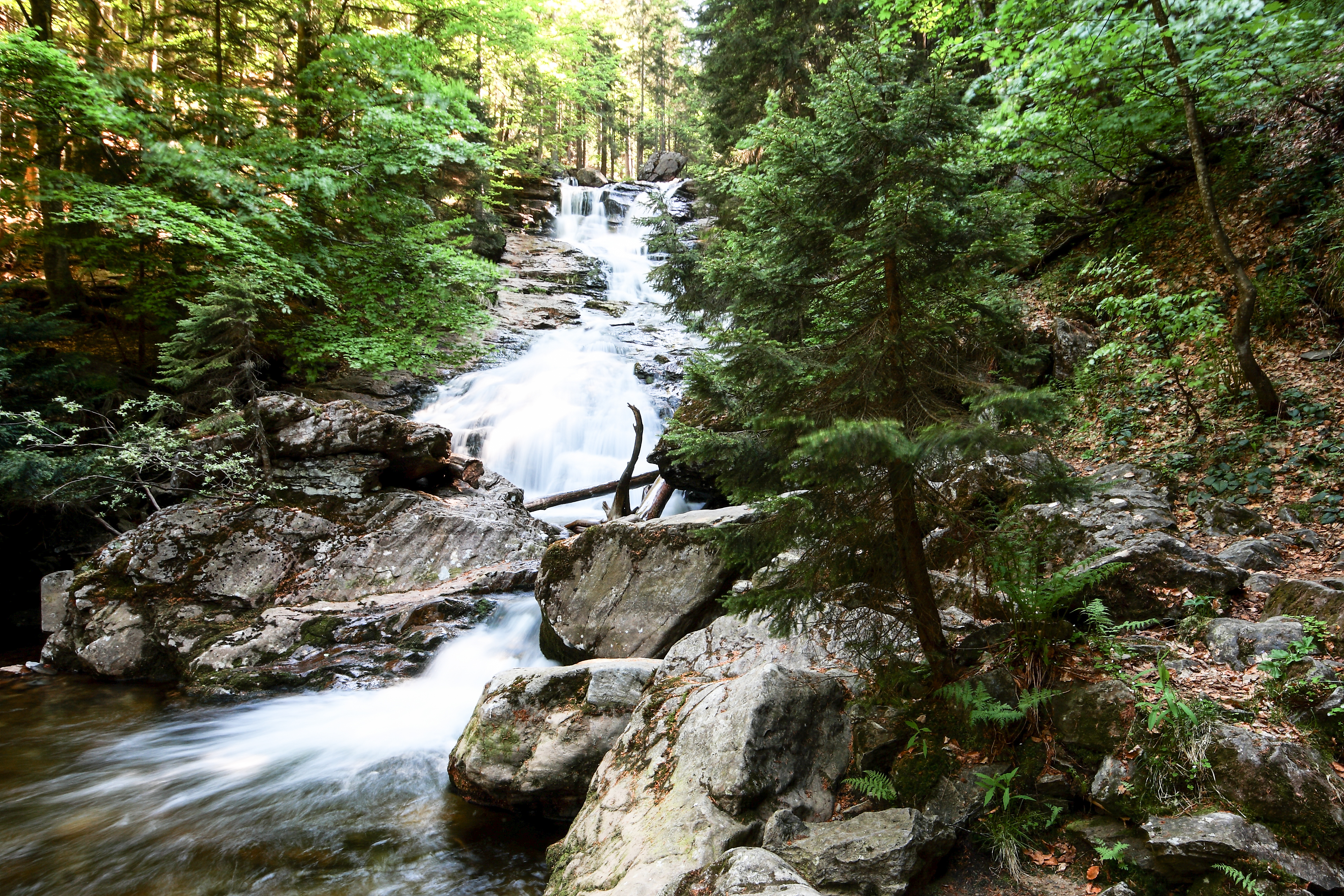
Riesloch – Hauptabschnitt
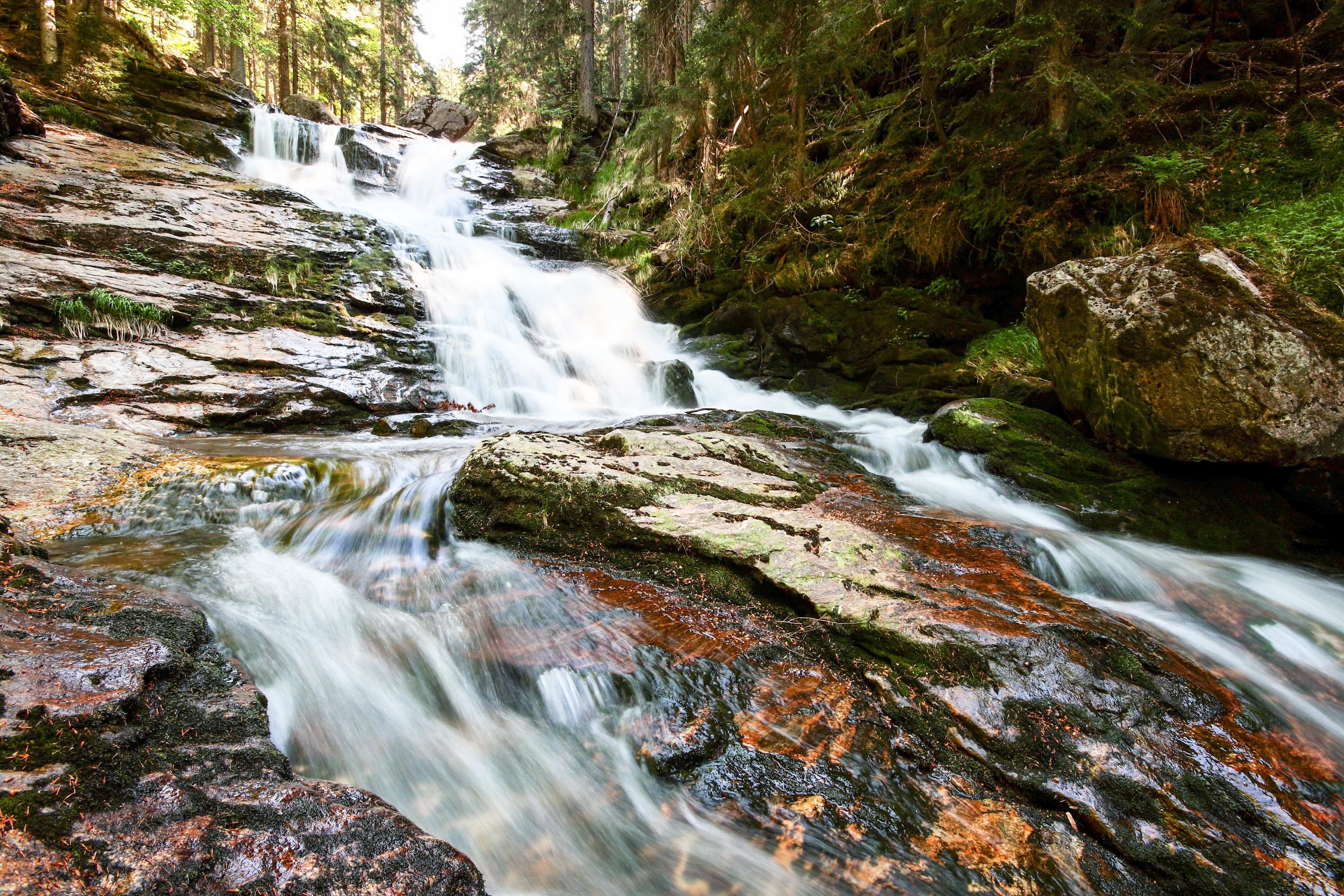
Riesloch – Hauptabschnitt, obere Ansicht
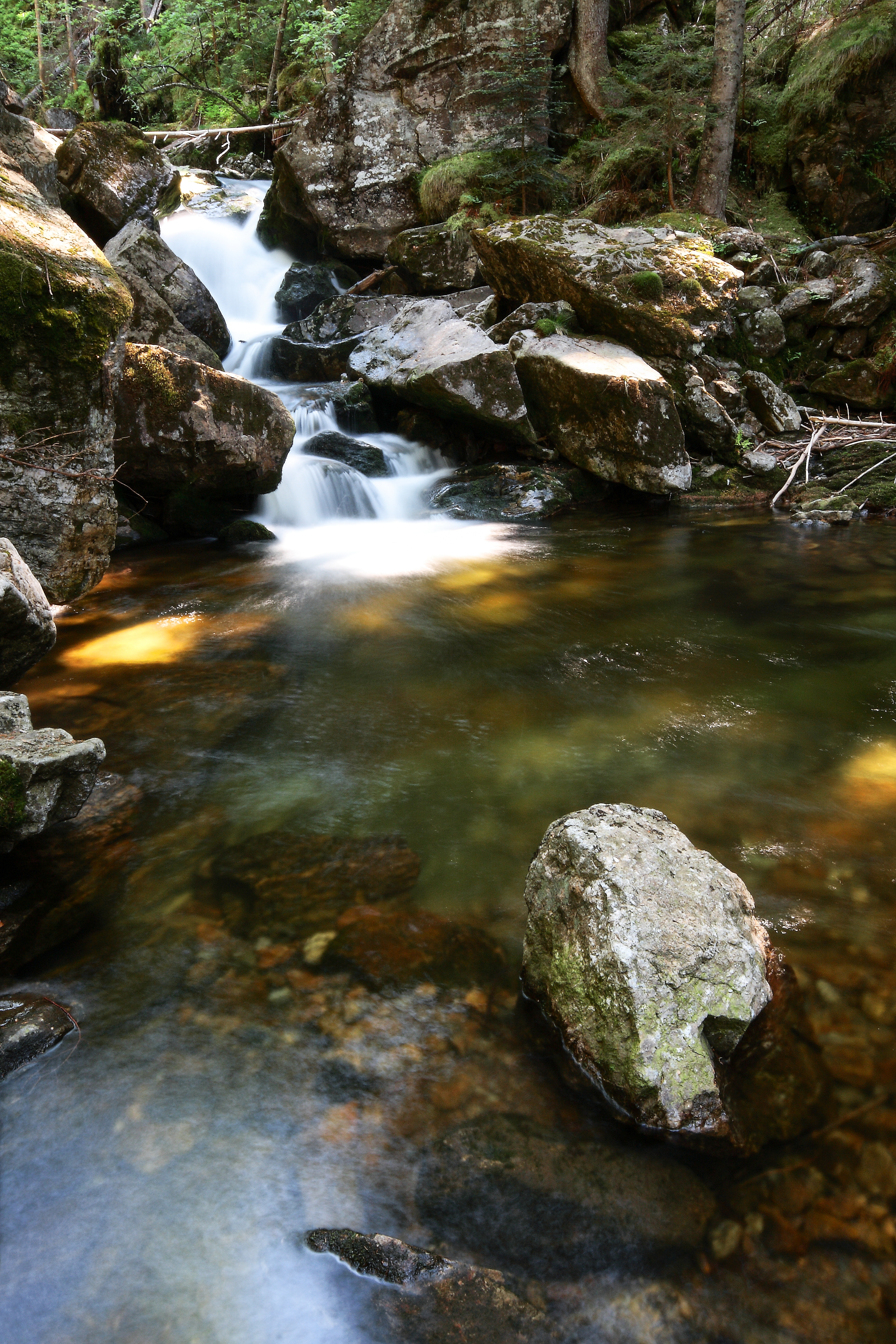
Riesloch, Teich zwischen den Abschnitten
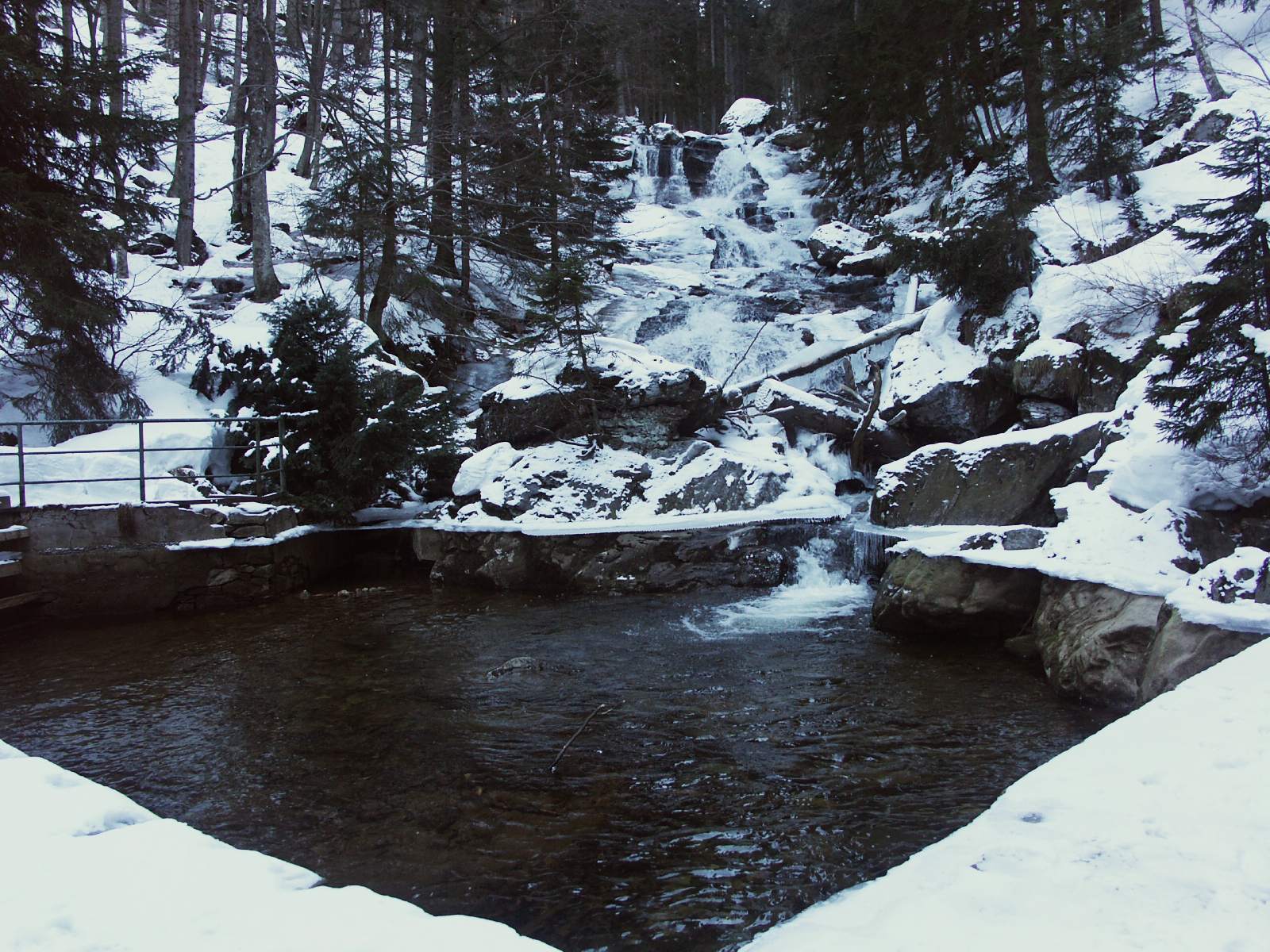
Blick auf die Rieslochfälle im Winter